# Cyril Gaillard
Cyril Gaillard (* 20. Januar 1986 in Grenoble) ist ein ehemaliger französischer Skilangläufer.

## Karriere
Gaillard trat von 2004 bis 2015 vorwiegend am Alpencup an. Seine beste Platzierung dabei war der vierte Rang beim Cuprennen im Januar 2012 im Sprint in Zwiesel. Sein erstes von insgesamt 26 Weltcuprennen lief er Ende Februar 2008 in Stockholm, das er mit dem 40. Platz im Sprint beendete. Im Dezember 2009 holte er in Düsseldorf mit dem 16. Platz im Sprint seine ersten Weltcuppunkte. Sein bestes Weltcuprennen machte er im Januar 2014 in Szklarska Poręba mit dem vierten Rang im Sprint. Bei den Olympischen Winterspielen 2014 in Sotschi belegte er den 30. Platz im Sprint. Nach der Saison 2014/15 beendete er seine Karriere.

## Weltcup-Statistik
Die Tabelle zeigt die erreichten Platzierungen im Einzelnen.
- 1.–3. Platz: Anzahl der Podiumsplatzierungen
- Top 10: Anzahl der Platzierungen unter den ersten zehn
- Punkteränge: Anzahl der Platzierungen innerhalb der Punkteränge
- Starts: Anzahl gelaufener Rennen in der jeweiligen Disziplin
- Hinweis: Bei den Distanzrennen erfolgt die Einordnung gemäß FIS.

| Platzierung         | Distanzrennen a | Distanzrennen a | Distanzrennen a | Distanzrennen a | Distanzrennen a | Skiathlon Verfolgung | Sprint | Etappen- rennen b | Gesamt | Team   | Team    |
| Platzierung         | ≤ 5 km          | ≤ 10 km         | ≤ 15 km         | ≤ 30 km         | > 30 km         | Skiathlon Verfolgung | Sprint | Etappen- rennen b | Gesamt | Sprint | Staffel |
| ------------------- | --------------- | --------------- | --------------- | --------------- | --------------- | -------------------- | ------ | ----------------- | ------ | ------ | ------- |
| 1. Platz            |                 |                 |                 |                 |                 |                      |        |                   |        |        |         |
| 2. Platz            |                 |                 |                 |                 |                 |                      |        |                   |        |        |         |
| 3. Platz            |                 |                 |                 |                 |                 |                      |        |                   |        |        |         |
| Top 10              |                 |                 |                 |                 |                 |                      | 1      |                   | 1      | 2      |         |
| Punkteränge         |                 |                 |                 |                 |                 |                      | 6      |                   | 6      | 5      |         |
| Starts              |                 |                 | 1               |                 |                 |                      | 20     |                   | 21     | 5      |         |
| Stand: Karriereende |                 |                 |                 |                 |                 |                      |        |                   |        |        |         |